# Evanston (Wyoming)
Evanston város az Amerikai Egyesült Államok Wyoming államában, Uinta megyében, melynek megyeszékhelye is Lakosainak száma 11 747 fő (2020. április 1.).

## Népesség
A település népességének változása:

| 2010 | 12 359 |
| 2020 | 11 747 |